# Município de Blanchard (condado de Putnam, Ohio)
Localização do Ohio nos E.U.A.
O município de Blanchard (em inglês: Blanchard Township) é um município localizado no condado de Putnam no estado estadounidense de Ohio. No ano 2010 tinha uma população de 1270 habitantes e uma densidade populacional de 13,53 pessoas por km².

## Geografia
O município de Blanchard encontra-se localizado nas coordenadas 41° 02′ 26″ N, 83° 56′ 52″ O. Segundo o Departamento do Censo dos Estados Unidos, o município tem uma superfície total de 93.88 km², da qual 93,58 km² correspondem a terra firme e (0,33 %) 0,31 km² é água.

## Demografia
Segundo o censo de 2010, tinha 1270 pessoas residindo no município de Blanchard. A densidade de população era de 13,53 hab./km².